# 开箱即用
开箱即用功能（out-of-the-box feature，也称OOTB或off the shelf）在软件上指产品在安装后，无需配置或修改，即可使用的功能或特性 ；也指默认即对所有用户可用，不需支付额外费用或进行另外的配置。